# The Midwich Cuckoos
The Midwich Cuckoos este un roman științifico-fantastic al scriitorului englez John Wyndham care a fost publicat în 1957. A fost ecranizat de două ori, în 1960 și 1995,  ca Orașul celor blestemați. Se știe că Wyndham a început să lucreze la o continuare a romanului, Midwich Main, dar după ce a scris mai multe capitole, a abandonat această idee.

## Prezentare
Romanul descrie o minte colectivă și atitudinea oamenilor față de ea. Un mic sat britanic, numit Midwich, a fost cel mai obișnuit sat timp de secole, dar într-o zi totul sa schimbat. Într-o zi obișnuită de toamnă, nimeni nu a mai intrat sau ieșit din sat fără să-și piardă cunoștința. Midwich este blocat de armată. Experimental, se descoperă că un fel de emisferă cu un diametru de 3,2 km a apărut în jurul satului, iar prin recunoaștere aeriană se observă un obiect argintiu neidentificat pe sol, în centrul zonei afectate.
După o zi, efectul dispare împreună cu obiectul neidentificat. Se pare că locuitorii din Midwich au dormit toată ziua, fără efecte secundare vizibile. Câteva luni mai târziu, a devenit clar că toate femeile fertile din sat erau însărcinate, cu toate semnele că sarcinile au fost cauzate de xenogeneză în perioada de inconștiență. Când s-au născut cei 31 de băieți și 30 de fete, arătau normal, cu excepția ochilor neobișnuiți de culoare aurie și a pielii palide, argintii. Acești copii nu au caracteristicile genetice ale părinților lor. Pe măsură ce cresc, devine din ce în ce mai clar că nu sunt nici măcar oameni. Copiii au abilități telepatice și pot controla acțiunile celorlalți. În plus, copiii au simultan două minți colective: una pentru băieți și una pentru fete. Dezvoltarea lor fizică este mai rapidă decât cea a copiilor obișnuiți; când ajung la vârsta de nouă ani, par a fi de șaisprezece ani.
Cucul din titlul romanului se referă la o pasăre ale cărei aproximativ 60 de specii depun ouă în cuiburile altor păsări.

## Ecranizări

### Serial TV
Romanul a fost adaptat ca un serial TV din opt părți, care va fi difuzat pe Sky One în 2022, cu Keeley Hawes și Max Beesley în rolurile principale.